# Epilobietea angustifolii

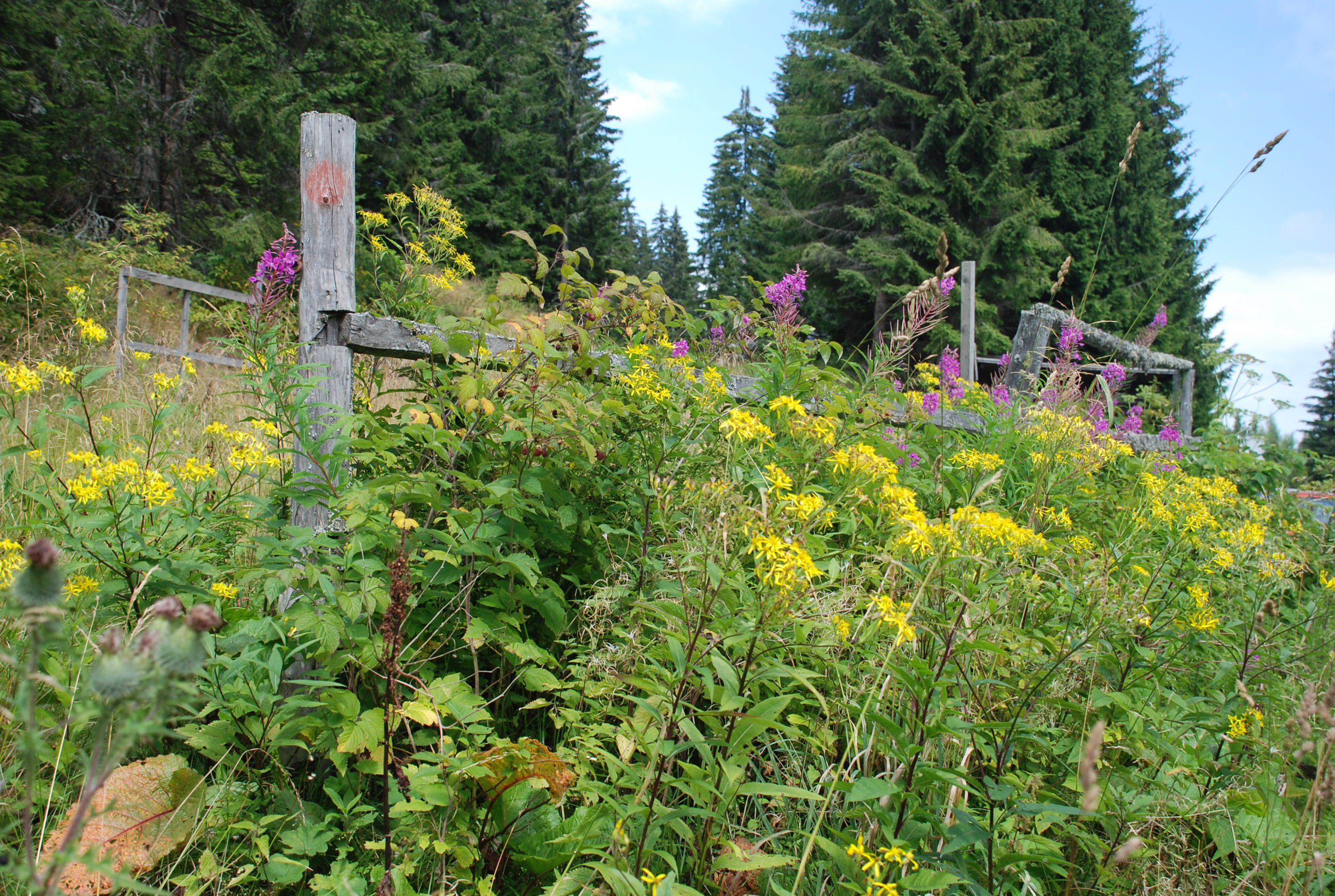

Epilobietea angustifolii R.Tx. et Prsg 1950 — класс растительности, включающий в себя сообщества нарушенных местообитаний — лесных вырубок и гарей. Растительность класса является первой стадией вторичной сукцессии лесных фитоценозов.
Диагностические виды: Epilobium angustifolium (Кипрей), Myosotis sylvatica (Незабудка), Fragaria vesca (Земляника), Rubus idaeus (Малина), Gnaphalium sylvaticum, Calamagrostis epigejos, Carex echinata, Centaurium erythraea.
Включает два порядка Atropetalia (Epilobietalia angustifolii) и Sambucetalia racemosae.